# Kanton Saint-Firmin
Der Kanton Saint-Firmin war bis 2015 ein französischer Wahlkreis im Arrondissement Gap, im Département Hautes-Alpes und in der Region Provence-Alpes-Côte d’Azur. Er umfasste acht Gemeinden, sein Hauptort (frz.: chef-lieu) war Saint-Firmin. Die landesweiten Änderungen in der Zusammensetzung der Kantone brachten im März 2015 seine Auflösung. Vertreter im conseil général des Départements war zuletzt Robert Blache.

## Gemeinden
- Aspres-lès-Corps
- Chauffayer
- Le Glaizil
- La Chapelle-en-Valgaudémar
- Saint-Firmin
- Saint-Jacques-en-Valgodemard
- Saint-Maurice-en-Valgodemard
- Villar-Loubière